# Johannes Neuhäusler
Johannes Neuhäusler (ur. 27 stycznia 1888 w Erdweg, zm. 14 grudnia 1973 w Monachium) – niemiecki biskup katolicki, teolog i uczestnik antynazistowskiego ruchu oporu w Niemczech.

## Życiorys
Pochodził z rodziny rolniczej, miał ośmioro rodzeństwa. Po przejęciu władzy przez nazistów otrzymał jako ksiądz katolicki zlecenie kapituły katedralnej prowadzenia rejestru działań nazistów przeciwko Kościołowi i interweniowania przeciwko nim na drodze dyplomatycznej. Swoją działalność prowadził przez wiele lat mimo zagrożenia aresztowaniem i represjami. Ostatecznie uwięziony został 4 lutego 1941. Z berlińskiego więzienia trafił najpierw do KL-Sachsenhausen, a później do KL Dachau. Pod koniec wojny włączony do transportu więźniów specjalnych, został uwolniony przez żołnierzy Wehrmachtu z rąk SS i kilka dni później przekazany Amerykanom.
Po wojnie pełnił funkcję biskupa pomocniczego, a potem regionalnego w Archidiecezji Monachium i Freising. Występował jako świadek w Procesie załogi Dachau.  W 1947 Uniwersytet w Monachium przyznał mu godność doktora honoris causa.